# He Jiankui
He Jiankui, en chino simplificado, 贺建奎; en pinyin, Hè Jiànkuí; (Xinhua Hunan, 1984) es un biofísico e investigador chino que se hizo ampliamente conocido en noviembre de 2018 después de haber afirmado que habría practicado la primera modificación genética de seres humanos en unas gemelas nacidas en octubre de ese mismo año, viéndose así envuelto en la controversia sobre Lulu y Nana. Fue nombrado una de las 100 personas más influyentes del año 2019 por la revista Time.

## Trayectoria
He Jiankui fue profesor asociado en el Departamento de Biología de la Universidad de Ciencia y Tecnología del Sur (SUSTech) en Shenzhen, China. Obtuvo un doctorado en evolución de proteínas por la Universidad de Rice en Texas y estudiaba las técnicas de edición genética CRISPR/Cas como investigador postdoctoral en la Universidad de Stanford en California. El anuncio de su experimento genético realizado en unas bebés humanas conocidas bajo los seudónimos de Lulu y Nana recibió una condena generalizada por parte de la comunidad científica, y el 29 de noviembre de 2018, las autoridades chinas suspendieron todas sus actividades de investigación.
El Dr. William Hurlbut, neurocientífico y bioético de la Universidad de Stanford, informó que He Jiankui se estaba quedando en un departamento de la universidad en Shenzhen "por mutuo acuerdo" y que era libre de irse. No obstante, de esta manera He Jiankui pudo haber estado bajo alguna forma de vigilancia. El 21 de enero de 2019, He Jiankui fue despedido por SUSNTech de acuerdo con el anuncio de la universidad. El 30 de diciembre de 2019, el Tribunal Popular del distrito de Nanshan lo condenó a 3 años de prisión y a una multa de 3 millones de yuanes (380.000 €). He Jiankui salió de prisión a comienzos de abril de 2022.
En enero de 2023 hace público su interés en seguir investigando sobre enfermedades raras en adultos y niños de origen genético.
El 21 de febrero de 2023, He Jiankui anunció en South China Morning Post que continuará en Hong Kong, con sus investigaciones en genética, utilizando inteligencia artificial.

## Polémica
He Jiankui fue investigador en la Universidad SUSTech de China, pero estuvo de vacaciones sin sueldo desde febrero de 2018. Jiankui estaba investigando la técnica CRISPR/Cas en la universidad. En noviembre de 2018, Jiankui reveló que había editado el gen CCR5 en dos embriones humanos para que los bebés no expresen un receptor para el virus del VIH. Las chicas, a quienes el científico llamó "Lulu" y "Nana", nacieron unas semanas antes del anuncio del científico. La investigación fue muy criticada y Jiankui lo consideró un experimento peligroso y prematuro. El 29 de noviembre, las autoridades chinas suspendieron todas las actividades de investigación de Jiankui, diciendo que su investigación violaba la ley china. La investigación de 2019 muestra que la misma alteración introducida en el ADN de las niñas, la eliminación de un gen llamado CCR5, no solo hace que los ratones sean más inteligentes, sino que también mejora la recuperación del cerebro humano después de un accidente cerebrovascular y puede estar relacionado con un mayor éxito escolar.
Las investigaciones realizadas por las autoridades chinas concluyeron que "evitó deliberadamente la supervisión" de sus estudios al reunir un equipo para realizar su investigación y buscar fondos privados para "fama y ganancias", según la agencia de noticias. El informe chino también afirma que falsificó publicaciones de la revisión ética de su trabajo para atraer voluntarios al procedimiento y que el investigador habría descuidado la seguridad de los voluntarios. Por decreto, China prohíbe la edición genética de bebés.
El 21 de enero de 2019, luego de la finalización de las investigaciones, la Universidad publicó una declaración en su sitio web informando la renuncia del científico "SUSTech rescindió el contrato del Dr. Jiankui He y finalizó todas sus clases e investigaciones en la universidad". dijo la declaración. El experimento provocó una controversia internacional y la comunidad científica mundial lo rechazó. El escándalo le costó su puesto universitario y el liderazgo de una empresa de biotecnología que fundó. Los comentarios lo etiquetaron como "pícaro", "Frankenstein de China" y "estupendamente inmoral".